# 1834年逝世人物列表
下面是1834年逝世的知名人士列表。
1834年逝世人物列表：1月 - 2月 - 3月 - 4月 - 5月 - 6月 - 7月 - 8月 - 9月 - 10月 - 11月 - 12月

## 1月

### 1月6日
- 理查·馬丁，愛爾蘭防止虐待動物協會創始人

### 1月12日
- 第一代格伦维尔男爵威廉·格伦维尔，英國首相

### 1月17日
- 喬瓦尼·阿爾迪尼，義大利物理學家

## 2月

### 2月2日
- 洛倫佐·道，美國公使

### 2月4日
- 阿梅莉-裘莉·坎迪爾，法國作曲家、劇作家、作家、歌手、演員、喜劇演員和樂器演奏家

### 2月12日
- 弗里德里希·施萊爾馬赫，德國神學家和哲學家

### 2月18日
- 威廉·維爾特，第9任美國司法部長

### 2月23日
- 卡爾·路德維希·馮·克內貝爾，德國詩人

## 3月

### 3月2日
- 何塞·塞西裡奧·德爾瓦萊，中美洲第一任總統

### 3月30日
- 魯道夫·阿克曼，英德企業家

## 4月

### 4月5日
- 理查·古德溫·濟慈，紐芬蘭總督

### 4月10日
- 約翰·麥克亞瑟，澳大利亞農民

### 4月11日
- 約翰·富勒，英國慈善家，藝術和科學贊助人

### 4月29日
- 格裡戈雷四世·吉卡，瓦拉幾亞王子

## 5月

### 5月9日
- 图尔基·本·阿卜杜拉，沙特第一國創始人。

### 5月20日
- 拉斐特侯爵吉伯特·杜·莫蒂埃，法國貴族，軍人

### 5月31日
- 謝赫·哈利法·本·薩勒曼·本·艾哈邁德·阿勒哈利法，巴林副統治者

## 7月

### 7月12日
- 大卫·道格拉斯，蘇格蘭植物學家

### 7月14日
- 埃德蒙-夏爾·熱內，法國大革命期間法國駐美國大使

### 7月19日
- 卡羅利·哈達利，匈牙利數學家

### 7月25日
- 撒母耳·泰勒·柯勒律治，英國作家

### 7月26日
- 乔纳森·詹宁斯，美國政治家，印第安那州第一任州長

## 8月

### 8月1日
- 马礼逊，英國駐華新教傳教士

### 8月7日
- 约瑟夫·马里·雅卡尔，法國發明家

### 8月17日
- 海珊·格拉達什切維奇，波士尼亞叛軍領袖

## 9月

### 9月2日
- 湯瑪斯·特爾福德，蘇格蘭工程師

### 9月5日
- 湯瑪斯·李，英國建築師

### 9月9日
- 詹姆斯·威德尔，南極探險家

### 9月15日
- 威廉·H·克劳福德，美國政治家、法官

### 9月16日
- 威廉·布萊克伍德，蘇格蘭作家

### 9月24日
- 巴西皇帝佩德羅一世

## 10月

### 10月5日
- 瑪麗亞·約瑟法·皮門特爾，奧蘇納公爵夫人

### 10月8日
- 弗朗索瓦-阿德里安·博耶爾迪厄，法國作曲家

### 10月11日
- 律勞卑，英國海軍軍官、政治家和外交官

### 10月21日
- 第十二代德比伯爵爱德华·史密斯-斯坦利，18世紀末、19世紀初英國貴族、政治家。

### 10月23日
- 法特·阿裡·沙阿·卡扎爾，伊朗國王

### 10月31日
- 伊勒泰爾·愛爾蘭杜邦，法裔美國化學品製造商

## 11月

### 11月2日
- 瑪麗亞·特蕾莎·波尼亞托夫斯卡，波蘭貴族

### 11月27日
- 羅莎莉·德·康斯坦特，瑞士博物學家

## 12月

### 12月13日
- 朝鲜纯祖，朝鮮王朝君主

### 12月23日
- 湯瑪斯·瑪律薩斯，英國經濟學家、政治哲學家

### 12月27日
- 查爾斯·蘭姆，英國散文家

### 12月31日
- 若昂·巴蒂斯塔·貢薩爾維斯·坎波斯，卡巴納吉姆起義的知識分子領袖